# Paul Jackson
Paul J. Jackson (* 28. März 1947 in Oakland, Kalifornien; † 18. März 2021 in Tokio) war ein US-amerikanischer Kontrabassist und Fusion-Bassgitarrist.

## Leben und Wirken
Jackson begann bereits mit neun Jahren mit dem Bassspiel. Er wurde von seinen Lehrern als musikalisches Wunderkind angesehen. Mit 14 Jahren spielte er bereits mit dem Oakland Symphony Orchester, wo er auch am Klavier und Fagott unterrichtet wurde. Eine weiterführende Ausbildung fand am Konservatorium in San Francisco statt.
Jackson war Gründungsmitglied von Azteca und spielte mit Jazz-Musikern wie Eddie Henderson, Azar Lawrence oder Stanley Turrentine; am bekanntesten dürfte seine Zusammenarbeit mit Herbie Hancock auf dem Album „Head Hunters“ sein. Jackson war einer der Gründungsmitglieder der  Headhunters  mit Herbie Hancock, mit dem er auch auf Tournee ging und verschiedene Alben, z. B. V.S.O.P, aufnahm. Seine Kompositionen „Chameleon“, „Hang Up Your Hang-ups“ und „Spider“ brachten, z. T. auch ihm, von 1974 bis 1976 Grammy-Nominierungen ein. Er spielte auf verschiedenen Soundtracks, u. a. Ein Mann sieht rot und Dirty Harry. 1979 veröffentlichte er unter eigenem Namen sein Debütalbum Black Octopus, dem weitere Alben folgten.
Seit 1985 lebte Jackson in Japan, wo er auch mit vielen bekannten Musikern wie Char, Tsutomu Yamashita und Sadao Watanabe zusammenarbeitete. Tom Lord verzeichnet 88 Aufnahmen zwischen 1969 und 2015. Er gab Unterricht am A.N. Contemporary of Music (Tokio), Pan School of Music (Tokio), Musashino School of Music (Tokio), Berklee College of Music (Boston), University of California, Santa Cruz und San Jose State University. Jackson war seit 2002 Berater der Osaka School of Music.

## Diskographische Hinweise
- Black Octopus (Eastworld, 1978, mit Bennie Maupin, Herbie Hancock, Webster Lewis, Ray Obiedo, Alphonse Mouzon)
- Paul Jackson’s Jazz for Kids (Sing This Song For You) (Eastworld, 1978)
- Mike Clark & Paul Jackson: The Funk Stops Here (Enja/Tiptoe, 1992)
- The Headhunters: Return of the Headhunters (Verve, 1998)
- Mike Clark / Paul Jackson / Marc Wagnon: Conjunction (Buckyball, 2001)
- Funk on a Stick (Back Door, 2005)
- Groove or Die (Whirlwind, 2014)